# Mardié
 Mardié  es una población y comuna francesa, situada en la región de Centro, departamento de Loiret, en el distrito de Orléans y cantón de Chécy.

## Demografía
| 878 | 1062 | 1276 | 1791 | 2070 | 2370 |
| Para los censos de 1962 a 1999 la población legal corresponde a la población sin duplicidades (Fuente: INSEE [Consultar]) |      |      |      |      |      |